# Toumeyella pini
Toumeyella pini är en insektsart som först beskrevs av King 1901.  Toumeyella pini ingår i släktet Toumeyella och familjen skålsköldlöss. Inga underarter finns listade i Catalogue of Life.